# 아플로닥틸루스속
아플로닥틸루스속(Aplodactylus)은 검정우럭목에 속하는 조기어류 속의 하나이다. 농어목 농어아목 가시돔상과에 포함시켜 분류하기도 한다. 아플로닥틸루스과(Aplodactylidae)의 유일속이다. 오스트레일리아 남부, 뉴질랜드, 페루 그리고 칠레에서 발견된다.

## 하위 종
- Aplodactylus arctidens J. Richardson, 1839
- Aplodactylus etheridgii (J. D. Ogilby, 1889)
- Aplodactylus lophodon Günther, 1859
- Aplodactylus punctatus Valenciennes, 1832
- Aplodactylus westralis B. C. Russell, 1987